# Пастор, Луис
Луис Пастор (исп. Luis Pastor; род. 9 июня 1952 года, Берсокана, Испания (исп. Berzocana, España) — испанский бард.

## Биография
Луис Пастор приехал из родного города в Мадрид в 60-х годах и сразу оказался в мадридской протестной и богемной среде, в знаменитом районе Вальекас. Устроился курьером в страховую компанию и заработал в 16 лет на свою первую гитару. Музыка стала его главным увлечением, а тематика песен — протестной.
Его импровизированные концерты собирали сотни слушателей. В 1970 году выехал в Европу, совершив турне с концертами по центрам приема эмигрантов в Германии, Франции и Бельгии. В 1972 году бросает работу в страховой компании и полностью посвящает себя музыке. Вышедшие тогда же, в 1972 году его синглы «Забастовка безделья» и «Двумя годами позже» не прошли незамеченными и были оценены в кругах протестного движения. Его первая платинка выходит после смерти Франко и носит название «Верность». Следующие его записи и пластинки полностью отвечают духу времени — эпохи перехода к демократии.
Луиса Пастора несколько раз приглашают на телевидение на роль слепца, сочиняющего частушки в одной из программ. Злободневные стихи пользовались большими успехом и вышли в виде отдельной пластинки в 1983 году. Луис Пастори пишет музыку для спектаклей театра Гайо Вальекас. После первого этапа перехода к демократии, когда стало очевидно, что перемены в стране необратимы и накал политической борьбы спадает, песни Пастора обретают более лирическое звучание. В 1995 году он создает свою звукозаписывающую марку «Цветок ладанника» и выпускает свои диски уже под этой маркой. В 1996 и в 2002 годах выпускает «дискокниги» «Бортовой дневник» и «Я есмь» в коллекции журнала «Европеец». В 2008 году выходит его диск «Дуэты», где он поет вместе с Педро Геррой, Бебе и другими известными исполнителями.

## Любопытные факты
Важным историческим документом, почти манифестом испанских бардов современности, стало стихотворение Луиса Пастора «А что там с авторской песней?». В нём — обзор истории испанской авторской песни, про которую в Испании принято говорить в прошедшем времени, и утверждение её художественной, непреходящей ценности.
В 2002 году Луис Пастор был в Москве по приглашению Института Сервантеса, выступал с Педро Геррой в театре «Эрмитаж» при переполненном зале.

## Дискография
- Забастовка безделья/Двумя годами позже исп. La huelga del ocio / Con dos años (1972) Single, Als 4 Vents.
- Луис Пастор/ исп. Luis Pastor (1973) Single, Als 4 Vents.
- Верность/ исп. Fidelidad(1975) Movieplay.
- Вальекас/ исп. Vallecas(1976) Movieplay.
- Мы рождены, чтобы быть свободными/ исп. Nacimos para ser libres (1977) Movieplay.
- Рассвет/исп. Amanecer (1981) Movieplay.
- Частушки слепца/ исп. Coplas del ciego (1983) RCA.
- Ничто не реально/ исп. Nada es real (1985) Fonomusic.
- По луне твоего тела/ исп. Por la luna de tu cuerpo (1986) Fonomusic.
- Воды апрель /исп. Aguas abril (1988) PolyGram.
- Вживую/ исп. Directo (1991) Pasión.
- Вавилонская башня /исп. La torre de Babel (1994) Fonomusic.
- Цветок ладанника/исп. Flor de jara Vol. 1: Directo Mérida (1994) Flor de Jara.
- Цветок ладанника/исп. Flor de jara Vol. 2: La torre de Babel (1995) Flor de Jara.
- Бортовой дневник/ исп. Diario de a bordo (1996) Edición de la revista El europeo.
- По морю на ладони/исп. Por el mar de mi mano (1998) Edición de la revista El europeo.
- Солнечный камень/исп. Piedra de sol (2000) Edición de la revista El europeo.
- Я есмь/исп. Soy(2002) Edición de la revista El europeo.
- Передайте/исп. Pásalo(2004) 52PM16.
- Дуэты/исп. Dúos(2006) Ariola.
- На углу времени/исп. En esta esquina del tiempo (2006) Ariola.
- А что там с авторской песней?/исп. ¿Qué fue de los cantautores? (2012)